# Ислам в Намибии
Ислам в Намибии не имеет большого числа последователей, его исповедует около 9000 человек.

## История
Ислам массово начал проникать на территорию Намибии только в конце XX — начале XXI века. В данный момент ислам исповедуют около 9000 человек, преимущественно представители народа нама. Значительный рост количества мусульман среди народа нама связан главным образом с усилиями видного политика Якуба Салимана Дхамера. Этнический нама, Якуб Салиман Дхамер в 1980 году принял ислам и начал распространение этой религии среди представителей своего народа.

## Численность
Большинство населения Намибии исповедуют христианство и традиционные верования, а ислам остаётся религией меньшинства. Ислам исповедует менее 0,4 % населения Намибии. Подавляющее большинство мусульман в Намибии является суннитами.

## Мечети и исламские организации Намибии
Первая мечеть в Намибии, называемая Исламским центром Соуэто, была основана в 1986 году. Расположена в городе Виндхуке, в районе Катутуре. В мае 2009 года в Намибии насчитывалось 12 мечетей, шесть из которых находились в Виндхуке.
В настоящее время на курсах по религиозной практике и основам ислама в Саудовской Аравии обучаются 24 студента из Намибии, также студенты из этой страны обучаются в различных исламских организациях Южной Африки. Намибийская исламская ассоциация Халяля — старейший и самый известный в Намибии орган сертификации Халяля. Признан органом сертификации Халяля в Южной Африке и во многих других исламских государствах. Эта организация, основанная в 2001 году, находится под руководством Фарука Насьера. Намибийская исламская ассоциация Халяля занимается сертификацией продуктов питания для мусульман.